# Rhodopechys sanguineus
Il trombettiere alirosa asiatico (Rhodopechys sanguineus (Gould, 1838)) è un uccello passeriforme appartenente alla famiglia Fringillidae.

## Etimologia
Il nome scientifico della specie, sanguineus, deriva dal latino e significa "color del sangue", in riferimento alla colorazione dei maschi.

## Descrizione

### Dimensioni
Misura 15-18 cm di lunghezza, per un peso di 32-48 g.

### Aspetto
Si tratta di uccelli dall'aspetto simile a quello di un canarino, con becco conico e robusto, testa arrotondata, ali allungate e coda squadrata, dalla punta leggermente forcuta.
Il piumaggio si presenta di colore bruno nell'area ventrale e grigio dorsalmente, con ali e coda nere e ventre e sottocoda biancastri: è presente dimorfismo sessuale, col maschio che presenta colorazione più accesa, penne del vertice dalla punta nera e soprattutto decise sfumature di colore rosa (dalle quali la specie deve sia il nome comune che il nome scientifico) sulle copritrici, sui bordi delle remiganti (aree queste che nella femmina sono di colore biancastro), nell'area fra becco e occhi, sui fianchi e sul codione. In ambedue i sessi gli occhi sono di colore bruno scuro, il becco è grigio-giallastro con punta nera e le zampe sono di colore carnicino-nerastro.

## Biologia

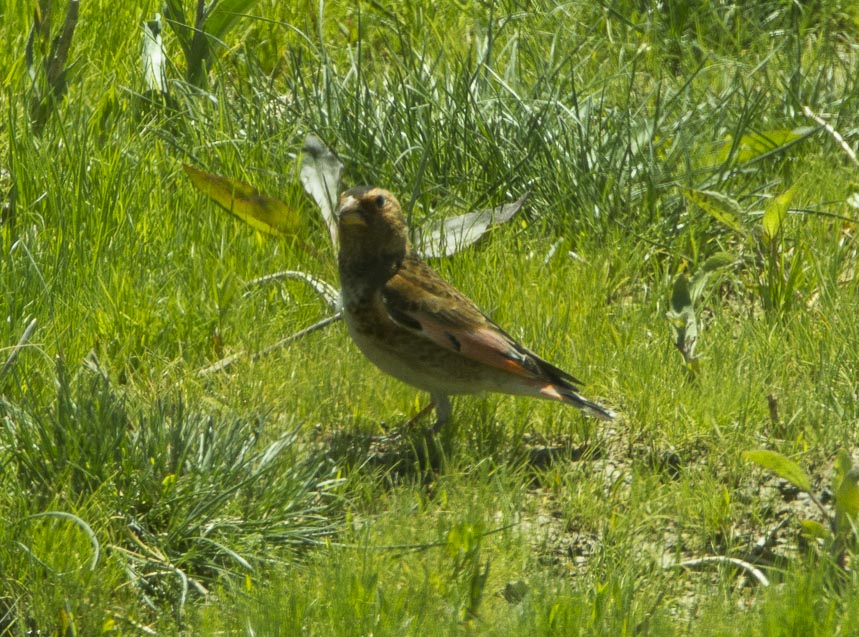
Esemplare al suolo nei pressi di Almaty.

Si tratta di uccelli dalle abitudini prettamente diurne, che possono riunirsi in stormi anche di un centinaio d'individui durante il periodo invernale, ma che solitamente si trovano in coppie: essi passano la maggior parte della giornata alla ricerca di cibo, mantenendosi al suolo o fra i rami bassi.

### Alimentazione
La dieta di questi uccelli è essenzialmente granivora, componendosi in massima parte di semi e granaglie, ma comprendendo anche germogli, boccioli, bacche ed occasionalmente anche piccoli insetti.

### Riproduzione
Il periodo degli amori si estende da aprile alla metà di luglio: durante questo periodo, le coppie tendono a isolarsi e a risultare territoriali nei confronti di eventuali intrusi.
Il nido, a forma di coppa, viene costruito dalla sola femmina (col maschio che staziona nei dintorni) al suolo, riparato fra rocce e vegetazione: esso si compone di erba secca e radichette intrecciate, ed al suo interno vengono deposte 4-5 uova azzurrine. La cova dura 12-13 giorni ed è a carico della femmina, col maschio che fa la guardia ai dintorni e si occupa di reperire il cibo: i pulli, ciechi ed implumi alla nascita, vengono imbeccati da ambedue i genitori e sono in grado di involarsi a 16-17 giorni dalla schiusa.

## Distribuzione e habitat
Come intuibile dal nome comune, il trombettiere alirosa asiatico è diffuso in Asia, nell'area compresa fra la penisola anatolica (dove però la specie si reca solo per svernare, mentre è residente in Turchia sud-orientale), la costa levantina (Siria occidentale, Libano, Israele settentrionale), le propaggini meridionali del Caucaso, attraverso l'Iran e l'Asia centrale ad est fino all'Uiguristan occidentale.
L'habitat di questi uccelli è rappresentato dalle aree collinari e pedemontane e dalle aree aperte semiaride e rocciose, con presenza di vegetazione per nutrirsi e riprodursi e di fonti d'acqua dolce.